# Nyankoni
Nyankoni är ett vattendrag i Burundi.   Det ligger i provinsen Makamba, i den södra delen av landet, 100 km sydost om huvudstaden Bujumbura.
Omgivningarna runt Nyankoni är en mosaik av jordbruksmark och naturlig växtlighet. Runt Nyankoni är det tätbefolkat, med 356 invånare per kvadratkilometer.